# SmoothVideo Project
SmoothVideo Project（缩写：SVP）是一款实时高级帧率转换软件，用以使视频回放流畅无抖动。最常用的是将24帧/秒的视频转化为48或60帧/秒。SVP不只支持一种播放器，而且可以为大多数常见格式的视频增加运动内插。
这一过程是基于著名的ffdshow解码器内置执行AviSynth脚本进行的，但在SVP中这一过程可以通过图形化用户界面加以控制。
SVP包括以下三种基本组件：
- 使用AviSynth处理视频的ffdshow视频解码器；
- 基于MVTools 2.5（页面存档备份，存于）库计算中间帧的AviSynth脚本。原库进行了改进以使运行速度更快，[3]并涵盖了基于OpenCL应用程序接口的GPU加速版本。因此新版本SVP可以在兼容的GPU（页面存档备份，存于）上完成接近一半[4]的工作；
- SVP管理器-一个可以控制不同帧率的过程度和支持资料的图形化组件。